# Brote de difteria en Perú
El brote de difteria de Perú de 2020 fue un brote epidémico de difteria en ese país, provocada por la especie Corynebacterium diphtheriae, originada durante el contexto de la pandemia de COVID-19 y las protestas en medio de la inestabilidad política que vivía el territorio. Hasta noviembre de 2020, se registraron 4 casos confirmados, con un total de 2 personas fallecidas. El primer caso confirmado fue dado a conocer en una conferencia de carácter público, el 27 de octubre del mismo año, según manifestó el Ministerio de Salud (MINSA).

## Cronología

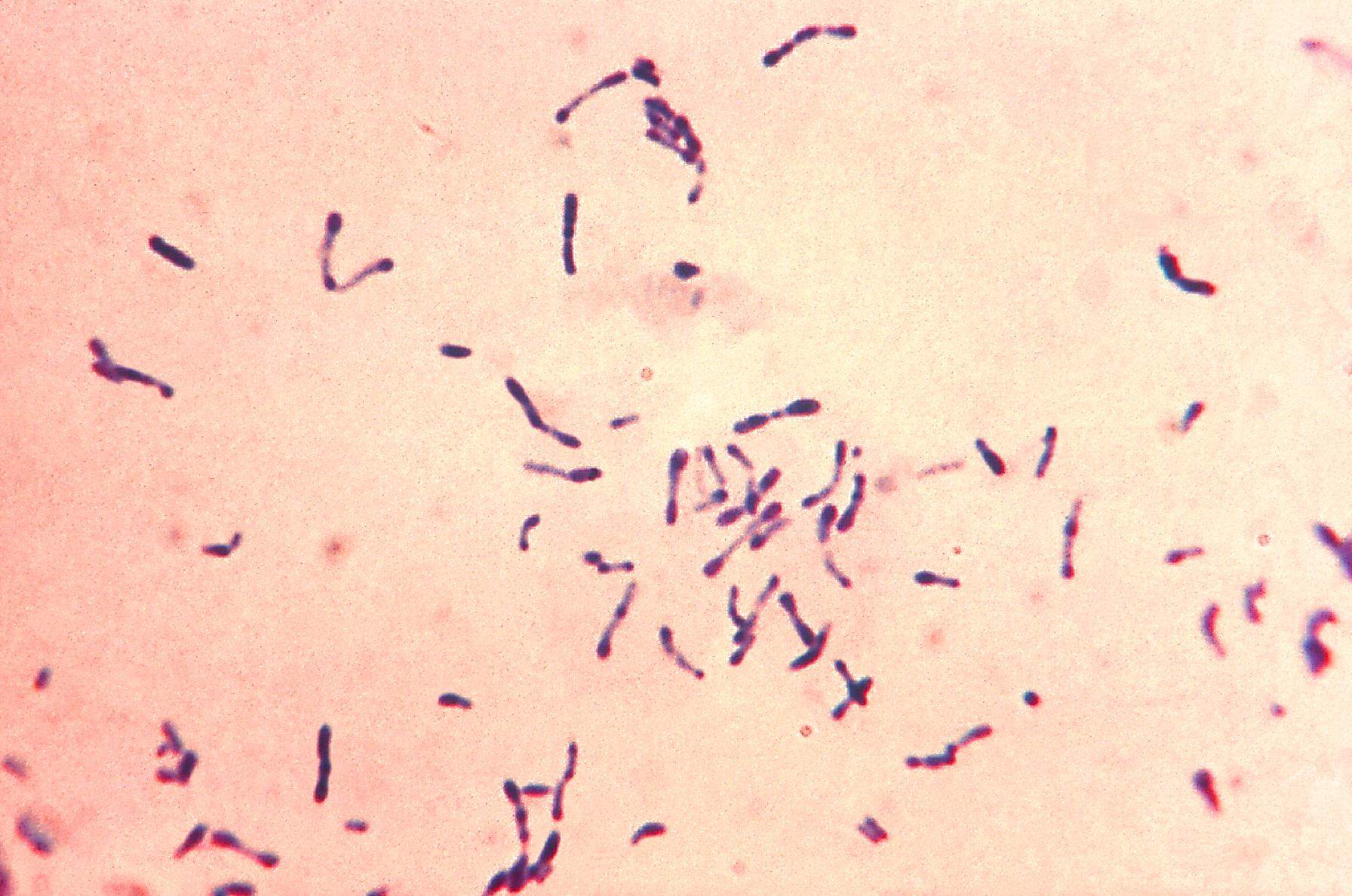
Microfotografía de la bacteria que causa la difteria, Corynebacterium diphtheriae captada por una de las oficinas de los Centros para el Control y Prevención de Enfermedades.

### Casos sospechosos
El día 12 de octubre de 2020, una menor de 5 años presentó sintomatología relacionada con la difteria, pero no se informó aún a las autoridades. El 15 de octubre, presentaba fiebre. Ya el 16 de octubre muestra nuevos síntomas como dolor de garganta. Para el día 19 de octubre, sus padres reportaron que padecía malestar general. Para el día 21 de octubre, la fiebre y el dolor de garganta persisten.  El día 25 de octubre, la niña sufre un sangrado nasal y a las 17:00 hora local fue trasladada al Hospital Dos de Mayo. El día 26 de octubre, la menor es hospitalizada donde fue atendida. También se procede a tomar una muestra para una prueba PCR para confirmar sí la niña estaba contagiada de difteria.

### Primeros casos
El 27 de octubre de 2020, el Instituto Nacional de Salud (INS) anunció que a través de un diagnóstico por examen PCR se confirmaba la primera víctima infectada por difteria después de haber sido erradicada tras 20 años de lucha contra la enfermedad. Se trataba de una menor de 5 años originaria del departamento de Loreto, que presentaba síntomas compatibles con la dolencia (fiebre, malestar general, dolor de garganta, epistaxis). Lamentablemente días después, la niña perece por las dolencias

## Respuesta del gobierno

### Medidas sanitarias
A las 16:00 p. m. (UTC–5, hora local de Perú), el viceministro de salud, Luis Suárez Ognio informó que todos los servicios de salud debían estar alerta ante cualquier caso sospechoso de la enfermedad. Para contener el avance de la enfermedad, el MINSA decidió testear y vacunar a la población susceptible en las zonas aledañas a donde se notificaron los casos iniciales de difteria en el país. Suárez, añadió que se efectuó exitosamente la vacunación en 120 manzanas a la redonda de la vivienda de la paciente cero. Además, dijo que en dicha zona se vacunaría de forma gratuita a alrededor de 80 mil ciudadanos, sin importar su nacionalidad.

### Cerco epidemiológico
El 27 de octubre, ante el primer caso confirmado, el MINSA realizó el primer cerco epidemiológico en el perímetro del domicilio de la primera paciente.

#### Estrategia de vacunación
El 5 de octubre, el MINSA inició la operación de barrido vecinal en el distrito limeño de La Victoria, durante un periodo de 6 días. En dicho plazo, se ejecutó la estrategia de vacunación respecto a cinco Establecimientos de Salud (EESS) del distrito. En dicha jornada, se logró inmunizar a 13 mil 551 personas que representaba el 80% o 4 mil 698 hogares abiertos, de un universo de 5 mil 873 viviendas.

#### Sitio de origen
El 4 de noviembre se informó que la menor fallecida así como su familia provenían de Contamana, una pequeña ciudad capital de la provincia de Ucayali en el sur del departamento de Loreto; la familia pidió ayuda para poder trasladar el cuerpo de la menor a la ciudad amazónica, mientras que el gobierno inició el 5 de noviembre la vacunación casa por casa en Contamana y otros pueblos de sus alrededores.

### Declinamiento

#### Últimos casos identificados
El 15 de octubre, una paciente de sexo femenino de 69 años presentaba síntomas relacionadas con la difteria, presentando tos, disnea y debilidad generalizada. Días después, el 29 del mismo mes fue ingresada en el Hospital Cayetano Heredia, con una frecuencia cardíaca de 112 y 37 °C de temperatura corporal. Al día siguiente, 30, se produce su deceso con hora 02:50 UTC-5. La mujer, mostraba como antecedentes patológicos haber sufrido tuberculosis pulmonar en 2010 (fue tratada durante medio año) y padeció de una secuela de bronquiectasias desde el 2013 en el mismo hospital. El 4 de noviembre, mediante un test PCR se confirmó que la enferma cultivaba líquido pleural debido a la bacteria que produce la difteria. Tras este nuevo caso, el MINSA actuó con celeridad para intervenir las zonas aledañas al domicilio de la afectada.

#### Días posteriores
Hasta el corte de avance al 12 de noviembre, con hora 08:00 UTC-5, las actividades desplegadas en el distrito de San Martín de Porres fueron la intervención en 128 manzanas, 10 mil 744 vacunados contra la difteria, el equivalente al 78.1% de hogares abiertos, de un universo de 4 mil 728 viviendas, y la identificación de ocho casos sospechosos en el BAC.

## Estadísticas
| # | Departamento       | Edad      | Sexo      | Cultivo  | Prueba Molecular | Prueba de Elek | Clasificación | Ref(s).     |
| --- | ------------------ | --------- | --------- | -------- | ---------------- | -------------- | ------------- | ----------- |
| 1° | Lima Metropolitana | 5 años    | Femenino  | Positivo | Positivo         | NR             | Confirmado    | —           |
| 2° | Lima Metropolitana | 2 años    | Femenino  | Positivo | Negativo         | NR             | Confirmado    | —           |
| 3° | Lima Metropolitana | 20 años   | Femenino  | Positivo | Positivo         | NR             | Confirmado    | —           |
| 4° | Lima Metropolitana | 30 años   | Masculino | Positivo | Positivo         | NR             | Confirmado    | —           |
| 5° | Lima Metropolitana | 32 años   | Masculino | Sin dato | Negativo         | Sin dato       | Descartado    | —           |
| 6° | Lima Metropolitana | 65 años   | Femenino  | Sin dato | Negativo         | Sin dato       | Descartado    | —           |
| 7° | Lima Metropolitana | 10 meses  | Femenino  | Sin dato | Sin dato         | Sin dato       | Sospechoso    | —           |
| 8° | Lima Metropolitana | 69 años   | Femenino  | Positivo | Negativo         | NR             | Descartado    | —           |
| 9° | Lima Metropolitana | 2 años    | Femenino  | Sin dato | Sin dato         | Sin dato       | Sospechoso    | —           |
| 10° | Lima Metropolitana | 16 años   | Femenino  | Sin dato | Negativo         | Sin dato       | Descartado    | —           |
| 11° | Lima Metropolitana | 42 años   | Femenino  | Sin dato | Negativo         | Sin dato       | Descartado    | —           |
| 12° | Loreto             | 6 meses   | Masculino | Sin dato | Sin dato         | Sin dato       | Sospechoso    | —           |
| 13° | Loreto             | 4 meses   | Femenino  | Sin dato | Sin dato         | Sin dato       | Sospechoso    | —           |
| 14° | Loreto             | 2 años    | Masculino | Sin dato | Sin dato         | Sin dato       | Sospechoso    | —           |
| 15° | Arequipa           | 27 años   | Femenino  | Sin dato | Negativo         | Sin dato       | Descartado    | [ 7 ] [ 8 ] |
| 16° | Arequipa           | 48 años   | Femenino  | Sin dato | Sin dato         | Sin dato       | Descartado    | [ 8 ] [ 9 ] |
| 17° | Lambayeque         | 1 a. 8 m. | Femenino  | Sin dato | Sin dato         | Sin dato       | Sospechoso    | [ 10 ]      |
| 18° | Cuzco              | 41 años   | Masculino | Sin dato | Sin dato         | Sin dato       | Descartado    | [ 11 ]      |
| 19° | Huánuco            | 10 meses  | Masculino | Sin dato | Sin dato         | Sin dato       | Sospechoso    | —           |
| Nota: El primer caso confirmado fue compatible por clínica, mientras que el segundo, tercero y cuarto por nexo epidemiológico. |                    |           |           |          |                  |                |               |             |
| Fuente(s): Informe final sobre el brote de difteria en Lima, Perú - Actualizado a noviembre de 2020                            |                    |           |           |          |                  |                |               |             |